# チ-37号事件
チ-37号事件（チ-37ごうじけん）は、1961年から1963年にかけて日本全国で発生した連続偽札使用事件。
延べ件数や捜査員の動員数から、戦後最大の紙幣偽造事件とされている。未解決のまま1973年に公訴時効を迎えた。
ハイフンのないチ37号事件とも表記する。

## 事件の経緯

### 発覚
最初に「チ-37号」が発見されたのは1961年12月7日。秋田県秋田市にある日本銀行秋田支店で、廃札係に回された、廃棄処分にされる予定の紙幣の中から、精巧に偽造された千円紙幣（B号券）が発見された。偽札は本物に比べて紙の厚さや手触りに違いがあったが、あくまで本物と比較した場合に「辛うじて判別できる程度」の細微な違いであり、偽札だけを手に取っても判別が不可能であるほどの作りであったという。このため、日本の偽札史上「最高の芸術品」「最高傑作」といわれた。
これ以降1963年にかけて、同じ犯人のものとみられる偽札が、東北・関東・中部・近畿の22都府県から合計343枚発見された。

### 捜査
警視庁捜査第三課は「チ-37号事件」と命名し、捜査に着手。「チ」とは、紙幣偽造事件において千円紙幣を意味する警察のコードで、「37」は同様の指定事件の37番目であることを意味する。
各警察は紙幣偽造の前歴がある者など計約15万人、印刷機約2万台の所有者を追跡捜査した。
公開捜査の一環として、警察庁は、新聞各紙で偽札の共通した特徴を報道させたが、犯人はそれに応じて偽札の精度を改めた。通し番号が「WR789012T」で、かつその数列が右下がりに配列されていることを報じたあと、1962年春に「DF904371C」と真っすぐ配列されたものが発見された。「肖像の目尻が本物より下がっている」と発表されれば、それも修正した。
警視庁は1962年9月6日、偽札を届け出た人に対して1枚につき3000円の謝礼を、犯人に関する有力情報を提供した人に1万円の謝礼をそれぞれ出すと発表した（当時、捜査特別報奨金制度は存在していなかった）。全国銀行協会も同年、情報提供者に100万円の懸賞金を出すことを発表した。
警察庁は媒体を地方紙にしぼることで犯人の居場所を特定しようとし、やがて以下の偽札使用者の情報を得るに至った。
- 1962年9月10日 - 千葉県佐倉市の駄菓子店で、偽の1000円札を使用してチューインガム100円を購入して、釣り銭を受け取った男性が目撃された。男性は年齢は35〜36歳、白いハンチング帽を被り、体は小柄だがガッシリしており、顔は黒かった。
- 1963年
  - 3月5日 - 静岡県清水市（現：静岡市清水区）の青果店で、偽の1000円札を使用して100円のミカンを購入し、釣り銭を受け取った男性が目撃された。男性は年齢は30歳くらい、背丈は155センチくらい、丸顔であった。
  - 3月6日 - 静岡県静岡市の青果店で、偽の1000円札を使用して30円の干し椎茸を購入して、つり銭を受け取った男性が目撃された。男性は年齢は30代、黒いハンチング帽を被り、黒縁メガネをかけ、丸顔であった。

清水市と静岡市の人相に関する目撃証言（佐倉市の証言は店主の片目に障害がある隻眼のためはっきりしなかった）によって、モンタージュが作成されて公開されたが、検挙には至らなかった。

### 最後の発見、時効
1963年11月4日に「チ-37号」が発見されたのを最後に、同種の偽札は確認されなくなった。
1973年11月4日に公訴時効が成立し、捜査は打ち切りとなった。

## 事件の影響
- 大蔵省は1963年、紙幣の信頼維持のため、肖像を聖徳太子から伊藤博文に変更した新千円紙幣（C号券）の発行を決め、同年11月1日より流通を開始した[1]。
- 当時の小学生たちの間で「Aさんが300円の品物を千円札で買ったところ、2700円のお釣りが返ってきた。それはなぜか」という内容の、上記懸賞金を題材にしたクイズが流行した。これは漫画『三丁目の夕日』でも描かれている。
- 1970年の日本万国博覧会（大阪万博）の際、松下電器と毎日新聞により企画・製作されたタイムカプセルに、大阪府警察本部が提供した本事件の偽札が納められている[7]。